# Cotinusa horatia
Cotinusa horatia là một loài nhện trong họ Salticidae.
Loài này thuộc chi Cotinusa. Cotinusa horatia được Elizabeth Maria Gifford Peckham & George William Peckham miêu tả năm 1894.